# Ove Pedersen
Ove Pedersen (Næstved, 30 agosto 1954) è un dirigente sportivo, allenatore di calcio ed ex calciatore danese.